# Landtag Saary
Landtag Saary (niem. Landtag des Saarlandes) – landtag kraju związkowego Saary, którego siedzibą jest Saarbrücker Casino-Gesellschaft w Saarbrücken.

## Historia
5 października 1947 zostało powołane do życia Zgromadzenie Ustawodawcze Saarlandu. Pierwszy raz Landtag zebrał się 15 grudnia na posiedzeniu założycielskim.

## Siedziba
Parlament Saary obraduje w gmachu zbudowanym w latach 1865–1866 dla Saarbrücker Casino-Gesellschaft przy dzisiejszej Franz-Josef-Röder-Straße. Budynek został zaprojektowany przez Juliusa Carla Raschdorffa.

## Przewodniczący

### Zgromadzenie Ustawodawcze Saary
- 1947 Johannes Hoffmann (CVP)

### Landtag Saary
- 1947-1956 Peter Zimmer (SPS)
- 1956 Heinrich Schneider (DPS)
- 1957–1959 Wilhelm Kratz (CDU)
- 1959 Julius von Lautz(inne języki) (CDU)
- 1959–1961 Alfons Dawo(inne języki) (CDU)
- 1961–1965 Josef Schmitt (CDU)
- 1966–1974 Hans Maurer (CDU)
- 1974–1975 Franz Schneider (CDU)
- 1975–1980 Ludwig Schnur (CDU)
- 1980–1994 Albrecht Herold(inne języki) (SPD)
- 1994–1999 Hans Kasper (SPD)
- 1999–2015 Hans Ley (CDU)
- 2015 Isolde Ries(inne języki) (SPD) – komisarz
- 2015–2018 Klaus Meiser(inne języki) (CDU)[2].
- od 2018 Stephan Toscani(inne języki) (CDU)